# Criterio de Chauvenet

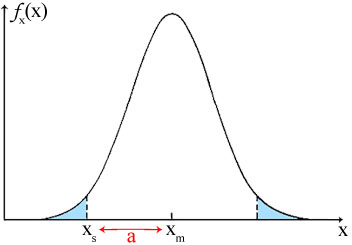
Gráfico que muestra la aplicación del criterio de Chauvenet.

En estadística, el criterio de Chauvenet es un método para calcular si un dato experimental (a partir de ahora llamado dato dudoso), de un conjunto de datos experimentales, es probable que sea un valor atípico (Outlier).
Para aplicar el Criterio de Chauvenet, primero se ha de calcular la media y la desviación estándar (típica) de la información observada. Basándose en cuánto difiere el valor dudoso de la media, se utiliza la función de distribución normal  (o la tabla de la misma) para determinar la probabilidad de que una dato dado sea del valor del dato dudoso. Se multiplica esta probabilidad por el número de datos de la muestra escogida. Si el resultado es inferior a 0,5; el dato dudoso se puede descartar. Ejemplo: una lectura se puede rechazar si la probabilidad de obtener la desviación específica de la media es menor que 1/(2n).
Por ejemplo, suponemos que un valor se calcula de forma experimental en varias pruebas como 9, 10, 10, 10,11 y 50. La media obtenida es de 16.7 y la desviación típica es 16.34. 50 difiere de 16,7 por 33,3, ligeramente más que dos desviaciones típicas. La probabilidad de obtener información mayor que dos desviaciones típicas respecto de la media es apenas de 0,05. Se toman seis datos/medidas, así el valor estadístico (el valor de la información multiplicado por la probabilidad) es 0,05x6=0,3. Porque de acuerdo con el Criterio de Chauvenet 0,3 < 0,5, la medida del valor de 50 se debe descartar (dejando un nuevo promedio de 10, con una desviación típica de 0,7).
Otro método para eliminar los datos dudosos es el llamado Criterio de Peirce. Fue desarrollado unos años antes de que el Criterio de Chauvenet se publicase, y es más riguroso que la supresión raciona de los valores atípicos. También hay  otros métodos de valores atípicos, como por ejemplo: Grubbs' Test for Outliers.
La supresión o eliminación de valor atípico es una práctica muy polémica y muy mal vista entre muchos científicos y formadores en ciencias; y aunque el Criterio de Chauvenet proporcione un método objetivo y cuantitativo para la eliminación de datos, no hace que la práctica sea más científica o más metodológica, sobre todo en pequeños conjuntos de datos, o donde no se puede suponer la distribución normal. La eliminación de valores atípicos es más aceptable en áreas de práctica en las que el modelo de proceso que se ha calculado y la distribución de mediciones atípicas, se saben con certeza.